# Kabinett Roxas
Das Kabinett Roxas wurde am 28. Mai 1946 auf den Philippinen durch Präsident Manuel Roxas gebildet und befand sich bis zum Tode des Präsidenten am 15. April 1948 im Amt. Roxas wurde bei den ersten Präsidentschaftswahlen nach dem Zweiten Weltkrieg gewählt und war geprägt von einer proamerikanischen Politik und insbesondere starken finanziell-wirtschaftlichen Abhängigkeit von den USA.

## Präsidentschaftswahlen vom 23. April 1946

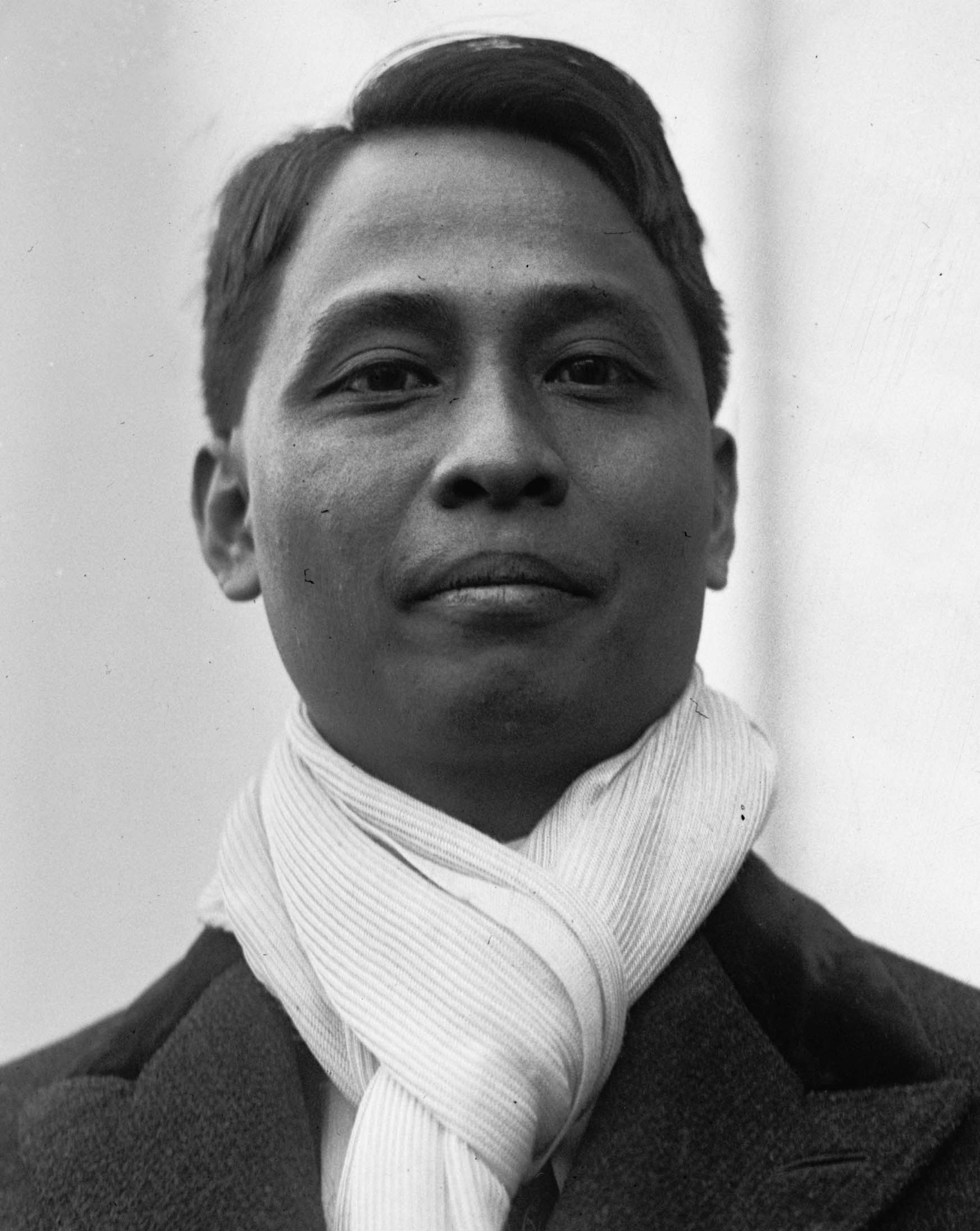
Manuel Roxas, Präsident der Philippinen von 1946 bis 1948

Bei den ersten Präsidentschaftswahlen nach dem Zweiten Weltkrieg am 23. April 1946 kandidierte Manuel Roxas für die aus dem liberalen Flügel der Nacionalista Party hervorgegangene Liberal Party und errang 1.333.392 Stimmen (53,94 Prozent). Er lag damit deutlich vor dem bisherigen Präsidenten Sergio Osmeña, der sich für die Nacionalista Party beworben hatte, und auf den 1.129.996 Wählerstimmen (45,71 Prozent) entfielen. Abgeschlagener Dritter war der Kandidat der Modernist Party, Hilario Moncado, der sich bereits bei den Präsidentschaftswahlen am 11. November 1941 beworben hatte und mit 8.538 Stimmen nur 0,35 Prozent erreichte. Ähnlich deutlich war das Ergebnis bei den Wahlen für das Amt des Vizepräsidenten, aus den Elpidio Quirino für die Liberal Party 1.161.725 Wählerstimmen (52,36 Prozent) errang und auch hier einen deutlichen Vorsprung zum Kandidaten der Nacionalista Party, Eulogio Rodriguez, hatte, der auf 1.051.243 Stimmen (47,38 Prozent) kam. Auf den Bewerber der Modernist Party, Luis Salvador, entfielen 5.879 Wählerstimmen (0,26 Prozent).
Bereits knapp zwei Wochen nach seiner Wahl stattete Roxas der USA seinen ersten Besuch ab. Er wurde dabei vom US-Präsident Harry S. Truman empfangen, mit dem er in Anwesenheit von US-Finanzminister Fred M. Vinson und US-Vizeaußenminister Dean Acheson er über die Gewährung von zwei größeren Krediten er für die Regierungs- und Gesetzgebungsausgaben in den folgenden fünf Jahren verhandelte.
Fünf Wochen nach der Wahl wurde Roxas am 28. Mai 1946 zusammen mit Vizepräsident Quirino im Beisein des US-Hochkommissars auf den Philippinen, Paul McNutt, durch den Präsidenten des Obersten Gerichtshofes, Manuel Moran, vereidigt, während der Erzbischof von Cebu, Gabriel Reyes, die Anrufungen sprach. An der Amtseinführung nahm auch der Präsident des Senats, José Avelino, und der Sprecher des Repräsentantenhauses, Eugenio Pérez, teil.

## Kabinett

### Minister
Am Abend der Amtseinführung berief Roxas am 28. Mai 1946 sein Kabinett, das aus folgenden Ministern bestand und deren Ernennungen ebenfalls am 28. Mai 1946 durch die Ernennungskommission (Commission on Appointments) des Kongresses bestätigt wurden:
| Ministeramt                                         | Amtsinhaber                     | Anmerkungen                                                                                              |
| --------------------------------------------------- | ------------------------------- | --- |
| Vizepräsident                                       | Elpidio Quirino                 | zugleich ranghöchstes Kabinettsmitglied Am 4. Juli 1946 übernahm Quirino auch das Amt des Außenministers |
| Finanzminister                                      | Elpidio Quirino Miguel Cuaderno | Quirino: Amtszeit Mai 1946-November 1946 Cuaderno: Amtszeit November 1946                                |
| Innenminister                                       | Jose Zulueta                    | |
| Justizminister                                      | Roman Ozaeta                    | |
| Minister für Landwirtschaft und Handel              | Mariano Garchitorena            | |
| Minister für öffentliche Arbeiten und Kommunikation | Ricardo Nepomuceno              | |
| Minister für öffentlichen Unterricht                | Manuel Gallego                  | |
| Minister für Gesundheit und öffentliche Wohlfahrt   | Antonio Villarama               | |
| Arbeitsminister                                     | Pedro Magsalin                  | |
| Minister für nationale Verteidigung                 | Ruperto Kangleon                | |
| Minister im Präsidialamt                            | Emilio Abello                   | |

### Unterstaatssekretäre
Das Kabinett wurde ergänzt durch einige Unterstaatssekretäre:
| Ministerium             | Amtsinhaber           | Anmerkungen             |
| ----------------------- | --------------------- | ----------------------- |
| Auswärtiges             | Bernabe Africa        | Ernennung Juli 1946     |
| Finanzen                | Crispin Llamado       | Ernennung Juni 1946     |
| Öffentlicher Unterricht | Prudencio Langcauon   | Ernennung Juni 1946     |
| Justiz                  | Felix Bautista Angelo | Ernennung November 1946 |

### Kommissionen
Darüber hinaus wurde die Regierungsarbeit durch verschiedene Kommissionen unterstützt. Wichtige Kommissionen waren:
| Kommission                   | Vorsitzender           | Anmerkungen                                                        |
| ---------------------------- | ---------------------- | ------------------------------------------------------------------ |
| Landwirtschaft               | Faustino Aguilar       | Ernennung Juni 1946                                                |
| Haushalt                     | Pio Pedrosa            | Ernennung Juni 1946                                                |
| Auswärtige Beziehungen       | Bernabe Africa         | Juni bis Juli 1946, danach Unterstaatssekretär im Außenministerium |
| Öffentlicher Dienst          | Jose Gil               | Ernennung Juni 1946                                                |
| Reis- und Getreideproduktion | Felipe Buencamino, Jr. | Dezember 1946                                                      |

## Die Politik der Regierung Roxas

### Unabhängigkeit am 4. Juli 1946

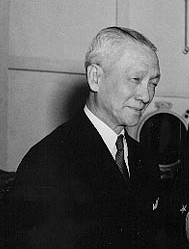
Sergio Osmeña, der am 23. April 1946 die Präsidentschaftswahlen gegen Roxas verloren hatte, wurde von diesem im Juli 1946 zum Mitglied des Staatsrates berufen

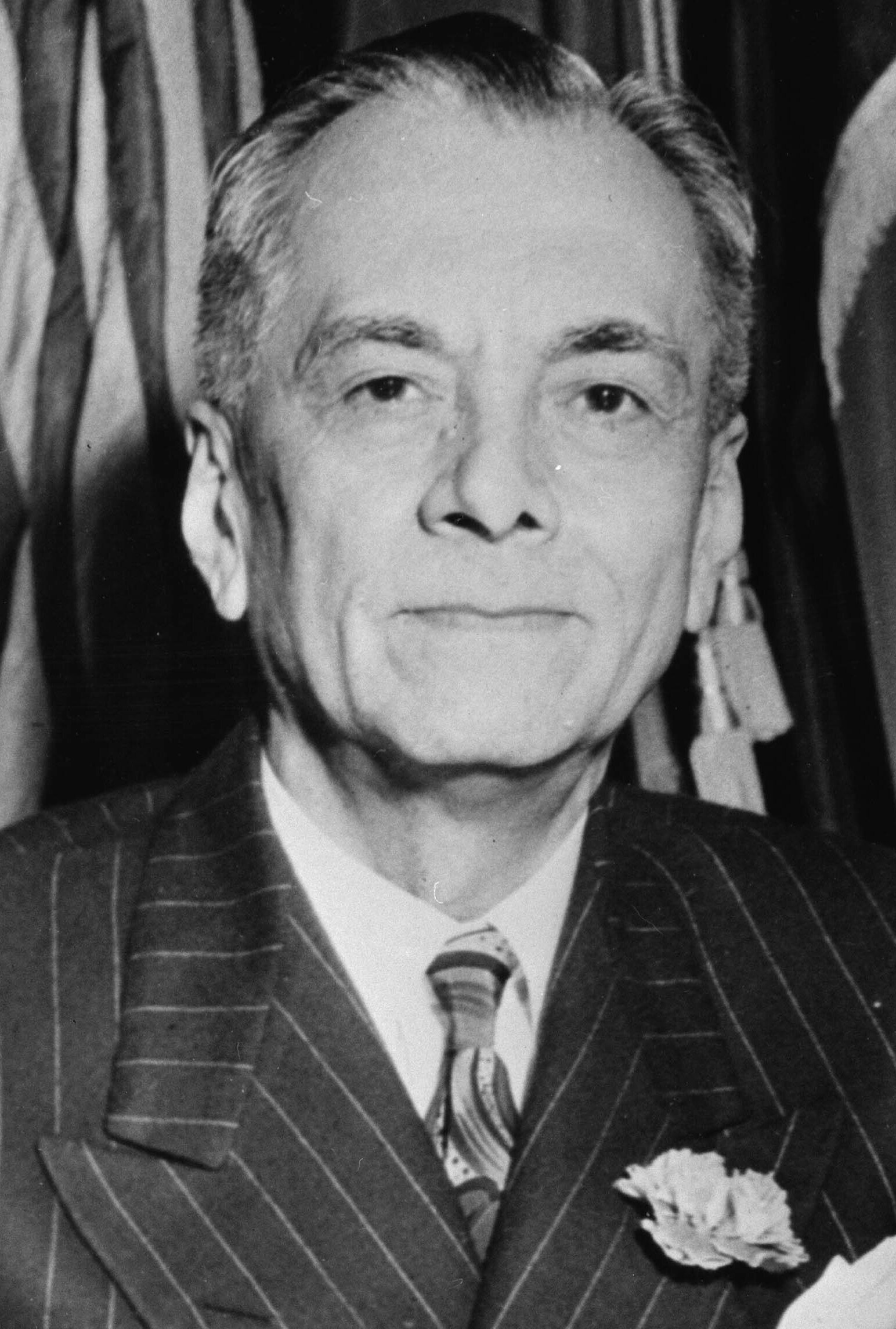
Der Leichnam des am 1. August 1944 in den USA verstorbenen Präsidenten Manuel Quezon wurde zwei Jahre nach seinem Tod nach seiner Überführung am 1. August 1946 in einem Staatsakt auf dem North Cemetery von Manila beigesetzt

Am 8. Juni 1946 legte Roxas dem Kongress den Haushaltsjahr 1946/1947 mit einem Gesamtvolumen von 253.752.788 ₱. Die mit den USA ausgehandelten Großkredite sollten insbesondere zum Abbau des erwarteten Defizits von 247.000.000 ₱. Bereits zuvor hatte er den philippinischen Vertreter in den USA, Carlos P. Rómulo, damit beauftragt, bei der United Nations Relief and Rehabilitation Administration (UNRRA) Hilfsmittel zu beantragen, um die durch den Zweiten Weltkrieg entstandenen Notsituation in der Bevölkerung zu verringern. Am 17. Juni 1946 entsandte Roxas zudem eine Militärmission unter der Leitung des stellvertretenden Chefs des Stabes des Heeres, Oberst Calixto Duque, in die USA, um dort im US-Kriegsministerium Gespräche über die Unterstützung bei der Ausbildung der philippinischen Streitkräfte nach der endgültigen Unabhängigkeit am 4. Juli 1946 zu führen.
Mit der Unabhängigkeit am 4. Juli 1946 endete die im Spanisch-Amerikanischen Krieg 1898 begonnene US-Vorherrschaft auf den Philippinen. Die Unabhängigkeitszeremonie fand im Beisein von Präsident Roxas, Vizepräsident Quirino, dem Oberbefehlshaber im Pazifikkrieg Douglas MacArthur, dem US-Senator aus Maryland Millard Tydings, dem US-Abgeordneten aus Missouri C. Jasper Bell und Hochkommissar Paul McNutt vor rund 3000 Ehrengästen und 200.000 Zuschauern statt. Nach der Unabhängigkeit übergab Hochkommissar McNutt sein Akkreditierungsschreiben als erster US-Botschafter auf den Philippinen, während Joaquín Miguel Elizalde erster Botschafter der Philippinen in den USA und der bisherige Residierende Vertreter in den USA, Carlos P. Romulo, Ständiger Vertreter bei den Vereinten Nationen im Range eines Botschafters wurde. Zuvor hatte der Senat und das Repräsentantenhaus am 3. Juli 1946 dem Präsidenten die Zustimmung zum Philippine Trade Act erteilt, der nach dem US-Kongressabgeordneten C. Jasper Bell auch als Bell Trade Act bezeichnet wurde und die Zahlungen der USA an die Philippinen regelte. Am 12. Juli 1946 richtete Roxas einen Staatsrat (Council of State) ein, der den Präsidenten beraten sollte. Diesem gehörten kraft Amtes unter anderem der Vizepräsident, die Minister, der Präsident des Senats und der Sprecher des Repräsentantenhauses an. Daneben ernannte Roxas aber auch den früheren Präsidenten Sergio Osmeña und den ehemaligen Sprecher des Commonwealth-Kongresses José Yulo als persönliche Mitglieder. Am 27. Juli 1946 wurde der Leichnam des am 1. August 1944 in den USA verstorbene Präsident Manuel Quezon auf die Philippinen überführt und nach einer durch den Apostolischen Delegaten auf den Philippinen, Guglielmo Piani, gehaltenen Messe in der Kapelle der University of Santo Tomas in einem Staatsakt am 1. August 1946 auf dem North Cemetery von Manila beigesetzt.

### Maßnahmen gegen die Wirtschaftsprobleme und Beziehungen zur USA

Der erste US-Botschafter auf den Philippinen, Paul McNutt, war maßgeblich an den Verträgen beteiligt, die den Philippinen nach deren Unabhängigkeit am 4. Juli 1946 finanzielle Hilfsleistungen von den USA sicherten

Im August 1946 übertrag die US-Regierung für den symbolischen Preis von 1 $ den Philippinen das Eigentum an einer Fläche von 28.000 Hektar, das bislang im Besitz von drei japanischen Entwicklungsgesellschaften war. In einer fünftägigen Sondersitzung des Kongresses stellte Präsident Roxas sein neues Programm für die wirtschaftliche Entwicklung des Landes vor, das unter anderem die Einrichtung einer Finanzierungsgesellschaft (Rehabilitation Finance Corporation) mit einem Volumen von 300.000.000 ₱ vorsah. Am 22. Oktober 1946 unterzeichneten Roxas und US-Botschafter im Malacañang-Palast einen Vertrag über allgemeine Beziehungen beider Länder.
Am 11. November 1946 nahmen neben Präsident Roxas und Vizepräsident Quirino auch Generalmajor J. G. Christiansen, Kommandeur der US-Armee im Westpazifik (AFWESPAC), und der Kommandeur der US-Marine auf den Philippinen, Konteradmiral H. H. Good, an den Feiern zum Waffenstillstandstag im Malacañang-Palast teil. Am 16. November 1946 unterzeichneten Vizepräsident Quirino und US-Botschafter McNutt einen Versöhnungsvertrag und ein Luftfahrtübereinkommen. Am 16. Dezember 1946 überreichte der Vorsitzende der US-Philippinischen Kriegsschadenskommission (United States-Philippine War Damage Commission), Frank A. Waring, Roxas einen Scheck über 10.000.000 ₱ für die Instandsetzung von Schulen, Krankenhäusern und anderen Regierungsgebäuden. Am 30. Dezember 1946 fanden die Feierlichkeiten zum 50. Todestag von José Rizal im Rizal-Park in Anwesenheit des Präsidenten und Doña Trinidad Rizal, der einzigen lebenden Schwester des Nationalhelden der Philippinen statt.

### Attentatsversuch 1947
Präsident Roxas unterzeichnete am 1. Januar 1947 ein Handelsübereinkommen mit den USA. Am 7. Januar 1947 überreichte Generalmajor George F. Moore, Kommandierender General der US-Streitkräfte auf den Philippinen und den Ryūkyū-Inseln (PHILRYCOM), Roxas einen Scheck des US-Kriegsministeriums in Höhe von 50.000.000 ₱ als Entschädigung für die Unterstützung durch die Philippinen im Zweiten Weltkrieg. In einer gemeinsamen Sitzung des Kongress hielt Präsident Roxas am 27. Januar 1947 eine Rede zur Lage der Nation und hielt dabei insbesondere einen Rückblick auf die ersten Monate seit der Unabhängigkeit. Zur Beratung in Verteidigungsangelegenheiten erfolgte auf Anordnung des Präsidenten die Einrichtung eines Nationalen Verteidigungsrates (Council of National Defence), dem neben Präsident, Vizepräsident und Ministern die Senatoren Salipada K. Pendatun und Tomas Cabili sowie die Abgeordneten Juan S. Alano, Hermenegildo Atienza und Leandro A. Tojong angehörten. Weitere Mitglieder waren der Chef des Stabes der Streitkräfte, Generalmajor Rafael Jalandoni, der Vorsitzende der Veteranenbehörde, Brigadegeneral Macario Peralta, Jr., sowie Oberst Jose V. Andrada als Sekretär des Rates. Am 2. Februar 1947 nahm die Rehabilitation Finance Corporation unter Vorsitz von Primitivo Lovina offiziell ihre Arbeit auf. Präsident Roxas legte dem Kongress am 11. Februar 1947 den Haushaltsentwurf für 1947/1948 mit einem Gesamtvolumen von 227.397.283 ₱ vor. Dem standen erwartete Ausgaben in Höhe von 269.000.000 ₱ gegenüber. Der Präsident unterzeichnete am 14. Februar 1947 die Genfer Konvention betreffend die Linderung des Loses der im Felddienst verwundeten Militärpersonen. Am 23. Februar 1947 wurde ein formelles Übereinkommen zur Übertragung von acht Kirchengütern im Wert von 5.630.000 ₱ an die philippinische Regierung durch Präsident Roxas und dem Erzbischof von Manila, Michael James O’Doherty, unterzeichnet.
Am 10. März 1947 entgingen Präsident Roxas, seine Ehefrau sowie Tochter Ruby nur knapp einem Attentatsversuch auf der Plaza Miranda in der Nähe der Quiapo-Kirche. Bei dem Anschlag mit einer Handgranate durch Julio Guillen aus Tondo (Philippinen) kamen eine Person ums Leben und fünf weitere wurden verletzt.

### Verträge mit den USA sowie Freundschaftsverträge mit Taiwan und Spanien
Einen Tag später kam es am 11. März 1947 zur Zustimmung zum sogenannten Parity Amendment. Dieser Zusatz zur Commonwealth-Verfassung von 1935 räumte US-amerikanischen Staatsangehörige die gleichen Rechte zur Nutzung von Rohstoffen wie den Filipinos und damit umfassende wirtschaftliche Rechte ein. In der Volksabstimmung sprachen sich 432.933 Wahlberechtigte (78,89 Prozent) für dieses Gleichheitsrecht aus, während 115.853 Wähler (21,11 Prozent) mit Nein stimmten. Durch die Volksabstimmung wurde ein Beschluss des Kongresses vom 18. September 1946 bestätigt. Der Parity Amendment blieb bis zum 3. Juli 1974 in Kraft.
Weiterhin unterzeichnete der Präsident einen Vertrag, der den USA für den Zeitraum von 99 Jahren Heeres-, Luftwaffen- und Marinestützpunkte auf den Philippinen anbot. Ein weiteres Übereinkommen sah die Unterstützung der philippinischen Streitkräfte durch die US-Streitkräfte vor. Am 14. März 1947 unterzeichneten der Minister für Landwirtschaft und Handel Mariano Garchitorena und US-Botschafter McNutt ferner ein Fischereiabkommen, während McNutt und Vizepräsident Quirino ferner ein Konsularvereinbarung unterschrieben. Am 22. März 1947 endete die Amtszeit von US-Botschafter McNutt.
Präsident Roxas unterzeichnete am 18. April 1947 einen Freundschaftsvertrag mit der durch ihren Gesandten Chih-Ping Chen vertretenen Republik China, der nach dem Freundschaftsvertrag mit den USA erst der zweite derartige Vertrag seit der Unabhängigkeit war. Am 7. Mai 1947 nahm unter dem Vorsitz von Justizminister Roman Ozaeta der Beschwerdeausschuss für den öffentlichen Dienst (Civil Service Board of Appeals) seine Arbeit auf. Der Vorsitzende der Wahlkommission COMELEC (Commission on Elections) Jose Lopez Vito verstarb am 9. Mai 1947. Am 12. Mai 1947 kam es zur Unterzeichnung von weiteren Abkommen mit der USA, und zwar ein Meteorologie-Übereinkommen durch den Minister für Landwirtschaft und Handel Mariano Garchitorena sowie von Luftnavigations-, Küsten- und Geodäsie-Übereinkommen durch den Minister für nationale Verteidigung Ruperto Kangleon. Die USA wurden durch den Geschäftsträger der Botschaft, Nathaniel Penistone Davis, vertreten. Am 12. Juni 1947 wurde der bisherige US-Kongressabgeordnete aus Kentucky, Emmet O’Neal, neuer US-Botschafter auf den Philippinen.
Bei einem Besuch in Zamboanga City äußerte sich der Präsident am 13. September 1947 besorgt über die Entwicklung bei der Abaka-Produktion, die vor dem Zweiten Weltkrieg 720.000 Ballen betrug und nunmehr auf 290.000 Ballen zurückgegangen sei. Zugleich sprach er bei seinem Besuch der Südphilippinen am 16. September 1947 in Parang im Beisein von Salipada K. Pendatun, dem ersten muslimischen Senator der Philippinen, vor 20.000 Moslems, denen er Schutz und Sicherheit versprach. Am 27. September 1947 unterzeichneten Roxas und der Gesandte von Spanien, Teodomiro Aguilar, einen Freundschaftsvertrag mit der einstigen Kolonialmacht. Am 24. November 1947 fand die Eröffnungssitzung der Wirtschafts- und Sozialkommission für Asien und den Pazifik (ECAFE) in Baguio City statt, auf der Präsident Roxas die Eröffnungsrede hielt.

### Senatswahlen 1947 und Tod des Präsidenten am 15. April 1948

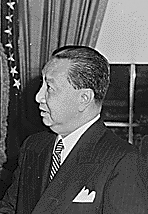
Nachdem plötzlichen Tode von Roxas wurde Vizepräsident Elpidio Quirino am 15. April 1948 neuer Präsident der Philippinen

Am 11. November 1947 fanden Ergänzungswahlen zum Senat statt, bei der acht der 24 Senatssitze neu zu vergeben waren. Dabei ging die Liberal Party von Präsident Roxas als eindeutiger Sieger hervor und errang sieben der acht Sitze, während auf die Nacionalista Party nur ein Sitz entfiel, der von Camilo Osias besetzt wurde. Zugleich fanden Kommunal- und Provinzwahlen statt.
Am 9. Dezember 1947 bat Roxas die US-Regierung in dem von dieser vorgesehenen Veteranengesetz, das nach der Kongressabgeordneten aus Massachusetts und Vorsitzenden des Veteranenausschusses des US-Repräsentantenhauses (US House Committee on Veterans' Affairs), Edith Nourse Rogers, auch Rogers Bill genannt wurde, auch eine Versorgung von kranken und behinderten philippinischen Veteranen des Zweiten Weltkrieges vorzusehen und schlug auch den Bau von vier US-Krankenhäusern auf den Philippinen vor, die jeweils in Manila und Baguio auf Luzon, auf Mindanao sowie auf den Visayas errichtet werden sollten. In einer Presseerklärung vom 26. Dezember 1947 erklärte der Präsident, dass die Philippinen durch die Ausweitung der landwirtschaftlichen Produktion ihre Grundversorgung mit Nahrungsmitteln sicherstellen könnte. Insbesondere führte er aus, dass die Regierung über eine Reserve von 1.000.000 Cavans Reis verfüge.
Der Präsident lehnte am 13. Januar 1948 jedwede Gespräche mit Luis Taruc ab, dessen Hukbalahap die proamerikanische Politik von Roxas bekämpfte. In einer Presseerklärung vom 6. März 1948 ächtete Roxas neben der Hukbalahap auch die Nationale Bauerunion PKM (Pambansang Kaisahan ng mga Magbubukid).
Am 15. April 1948 verstarb Präsident Manuel Roxas während des Besuchs der Thirteenth Air Force auf dem Militärflugplatz Clark Air Base in der Provinz Pampanga an den Folgen eines Schlaganfalls. Daraufhin kehrte Vizepräsident Elpidio Quirino, der sich auf einem Besuch in Visayas befand, nach Manila zurück. Dort wurde er vom kommissarischen Präsidenten des Obersten Gerichtshofes Ricardo Paras als neuer Präsident der Philippinen vereidigt. Quirino ordnete danach eine einmonatige Staatstrauer vom 17. April bis 17. Mai 1948 an.

## Hintergrundliteratur
- Philippinen seit 1946, in: Der große Ploetz. Die Enzyklopädie der Weltgeschichte. Vandenhoeck & Ruprecht, Göttingen 2008, ISBN 978-3-525-32008-2, S. 1773 ff.